# Горки (станция метро)
«Го́рки» (тат. Горки) — 5-я станция Казанского метрополитена, расположена на Центральной линии между станциями «Аметьево» и «Проспект Победы».
Станция открыта 27 августа 2005 года в составе первого пускового участка Казанского метрополитена «Горки» — «Кремлёвская». Названа по близлежащему жилому массиву.
Станция расположена на пересечении улиц Рихарда Зорге, Родины и Хусаина Мавлютова. Обслуживает жилой массив «Горки-1».

## История
По первоначальному проекту станцию планировалось соорудить на пересечении улиц Рихарда Зорге и Братьев Касимовых, а также на пересечении улиц Карбышева и Танковой планировалось сооружение станции «Героев Татарстана», в связи с решением убрать из проекта эту станцию «Горки» были сдвинуты ближе к центру. Станция была построена в рекордно короткие сроки, начало строительства (с даты начала устройства ограждающих конструкций котлована) январь 2004 года, а конец — июль 2005 года, причем количество рабочих, трудящихся на строительстве в некоторый период достигало 800 человек.

## Вестибюли и пересадки
Станция имеет два подземных вестибюля, от которых к платформе ведут лестницы. Кроме того, в спусках обоих вестибюлей имеется пандус и установлен платформенный подъемно-транспортный механизм, пригодные для инвалидов и других пассажиров с ограниченными функциями.
Из северного вестибюля имеется 1 вход-выход на улицу Рихарда Зорге в сторону перекрёстка с улицами Танковой и Хусаина Мавлютова.
Из южного вестибюля — открытого чуть позже самой станции, 29 сентября 2005 года — через подуличный подземный переход имеется 2 входа-выхода на перекрёсток улиц Рихарда Зорге и Родины и 2 входа-выхода на трамвайную остановку.

## Техническая характеристика
Конструкция станции — односводчатая мелкого заложения, с одной островной платформой. Сооружена из монолитного железобетона. Максимальная высота свода от уровня платформы — 6 м.

## Оформление
Путевые и торцевые стены перронного зала облицованы полированным зелёным мрамором «Индиана Грин». Пол платформы (а также вестибюлей) выполнен плитами из полированного гранита «Мансуровский» с включением гранита «Старобабанский» по специальному рисунку. Арочный потолок перронного зала окрашен в белый цвет по технологии Tex-Color.
На потолке по продольной оси в верхней точке свода расположены массивные плафоны-светильники с матовым покрытием, а на стыках свода и стен устроены скрытые линейные светильники. В 2020 году плафоны-светильники были убраны и были заменены энергосберегательными линейными светильниками.
По центральной продольной оси платформы перронного зала установлено 4 цельных 8-местных сидения из дерева без спинки.

## Путевое развитие
За станцией, в сторону «Проспект Победы», расположен двухпутный оборотный тупик.

## Привязка общественного транспорта

### Автобус
| №  | Пересадки                                                                                                | Конечный пункт 1             | Конечный пункт 2              |
| -- | --- | ---------------------------- | ----------------------------- |
| 4  | Суконная слобода                                                                                         | Жилой массив Новая Сосновка  | Ферма-2                       |
| 5  | Проспект Победы                                                                                          | ЦУМ                          | Улица Халитова                |
| 18 | Проспект Победы Яшьлек Северный вокзал Авиастроительная                                                  | Переулок Дуслык              | Улица Северополюсная          |
| 19 | Проспект Победы                                                                                          | ДК имени Саид-Галиева        | Улица Яфраклы                 |
| 22 | Козья слобода Яшьлек                                                                                     | Травмпункт Кировского района | Жилой массив Ферма-2          |
| 30 | Проспект Победы Площадь Тукая                                                                            | Переулок Дуслык              | Лагерная                      |
| 31 | Площадь Тукая Аметьево Проспект Победы                                                                   | ТЦ «Мега»                    | Старое Победилово             |
| 37 | Проспект Победы Аметьево Площадь Тукая Кремлёвская Козья слобода Яшьлек Северный вокзал Авиастроительная | Жилой массив Ферма-2         | Жилой микрорайон «Сухая Река» |
| 47 | Площадь Тукая Кремлёвская Козья слобода Яшьлек                                                           | Улица Батыршина              | Деревня Универсиады           |
| 55 | | 39-й квартал                 | ЖК «Лесной Городок»           |
| 68 | Проспект Победы                                                                                          | Железнодорожный вокзал       | улица Иман                    |
| 74 | Площадь Тукая Кремлёвская                                                                                | 10-й микрорайон              | Дворец водных видов спорта    |
| 77 | Аметьево Проспект Победы                                                                                 | Нефтебаза                    | Переулок Дуслык               |
| 90 | Аметьево Проспект Победы Дубравная                                                                       | Площадь Тукая                | Посёлок Куюки                 |

### Троллейбус
| №  | Пересадки                                      | Конечный пункт 1    | Конечный пункт 2 |
| -- | ---------------------------------------------- | ------------------- | ---------------- |
| 5  | Площадь Тукая Проспект Победы                  | Речной порт         | Улица Глушко     |
| 8  | Площадь Тукая                                  | Деревня Универсиады | Площадь Свободы  |
| 9  | Проспект Победы                                | Улица Кулагина      | Улица Глушко     |
| 12 | Площадь Тукая Суконная слобода Проспект Победы | Сквер Тукая         | Улица Глушко     |

### Трамвай
| № | Пересадки                 | Конечный пункт 1 | Конечный пункт 2 |
| - | ------------------------- | ---------------- | ---------------- |
| 4 | Дубравная Проспект Победы | 9-й микрорайон   | Улица Халитова   |